# Природные ресурсы Верхнебуреинского района

## Земельные ресурсы
Основная часть земель района относится к землям лесного фонда (93 %), такое преобладание лесных земель в структуре земельных ресурсов характерно для всей территории края.
Площадь земель сельскохозяйственного назначения составляет 1,8 тыс. га. В силу весьма сложных климатических условий сельское хозяйство района представлено только двумя организациями и 5-ю крестьянскими хозяйствами. Основной объём сельскохозяйственной продукции производят личные подсобные хозяйства населения района. Из всего объема сельхозугодий фактически используется только 20 %.
На всей территории района преобладают буро-таежные почвы. В долинах рек — глеевые и торфяные, на возвышенностях — иллювиально-гумусовые.

## Лесные ресурсы
Лесной фонд Верхнебуреинского района относится к КГУ «Ургальское лесничество» (Ургальского, Баджальского и Тырминского участковым лесничествам). Совокупная площадь расчетной лесосеки данных лесничеств составляет 38 тыс. га, объем запасов — 4,7 млн куб. м.
Основная часть расчетной лесосеки состоит из хвойных пород (73 %), остальная часть приходится на твердолиственные породы.
Участки лесного фонда для заготовки древесины переданы в аренду 12-ти арендаторам с отпуском ежегодно 913 тыс. м³ (20 % расчетной лесосеки), таким образом, незадействованным в хозяйственном обороте остается объем приблизительно в 3,7 млн куб. м. в год.

## Месторождения полезных ископаемых
Верхнебуреинский район богат полезными ископаемыми. На его территории находятся месторождения различных минеральных и общераспространенных ископаемых: гранита, гравийного материала, глины, природного газа и урана.
К югу от рп. Новый Ургал находятся месторождения каменного угля «Ургал-Солони» и «Ургальское» (5 и 18 км соответственно). Первое обладает запасами в 88 млн тонн, второе — 1,48 млрд тонн.
Месторождение бентонитовых глин «Ургальское» расположено в 17 км к западу от рп. Новый Ургал и обладает запасами в 328 тыс. тонн. На западной границе рп. Чегдомын находится месторождение глины «Ургальское-2» с запасами в 7,7 млн куб. м.
В 13 км севернее п. Ушман, на небольшом удалении от железной дороги «Чегдомын-Известковая (ЕАО)», находится месторождение природного газа «Адниканское». Месторождение обладает запасами в 1,9 млрд куб. м.
В южной части района на границе с Еврейской автономной областью находится месторождение урана «Ласточка», имеющее запасы в 3,9 тыс. тонн.
На территории район находится несколько месторождений гранита. Месторождение «Кореянское» расположено в 30 км к западу от п. Алонка и обладает запасами в 971 тыс. куб. м. Месторождение «Новобуреинское» с запасами в 40 млн куб. м. находится в 30 км к югу от поселка Эльга по направлению железной дороги. Месторождение «Усть-Ургальское» расположено в 7 км на север от рп. Новый Ургал и обладает запасами в 5,1 млн м³ гранита.
Песчано-гравийный материал представлен месторождениями «Тырминское» и «Ургальское». Первое расположено в трех километрах западнее п. Тырма и обладает запасами в 2,2 млн куб. м. Второе находится в 16 км на юго-запад от рп. Новый Ургал и имеет запасы в 1,6 млн куб. м.
Месторождение известняка «Умальтинское» находится в 50 км севернее рп. Чегдомын и имеет запасы в 989 тыс. тонн.
На территории района открыто и разведано 241 месторождение и проявления различных полезных ископаемых, имеющих важное народнохозяйственное значение, среди которых ведущее место принадлежит углю.

## Минерально-сырьевые ресурсы

### Каменные угли
Буреинский каменноугольный бассейн представляет собой крупный прогиб в складчатой зоне площадью около 6 тыс. км. километров, ограниченный Туранским (на северо-западе) и Буреинским (на востоке и юго-востоке) массивами древних образований. Бассейн вытянут в северном направлении на 150 км при ширине 50 — 60 км. В наиболее угле насыщенный ургальской свите содержится до 50 пластов и пропластков угля, из которых 31 пласт достигает рабочей мощности. Строение пластов сложнее, мощность составляет от 1 до 6 м, единичных пластов на ограниченных участках — 12 метров.
Ургалъское месторождение расположено в нижнем течении рек Чегдомын, Чемчуко, Солони и занимает площадь 350  км² при длине 37 км и ширине до 15 км, разрабатывается с 1947 года. На месторождении работает шахта «Ургальская» с годовой мощностью 1,7 млн тонн. Подготовлен резерв для строительства шахт с годовой мощностью 7—7,5 млн тонн с расчетом реконструкции шахты «Ургал».
Участок Правобережный расположен на правобережье р. Уртала. в 8 км севернее п. Чегдомын. Запасы угля для открытой добычи оценены в 177 млн тонн. На участке выполнена детальная разведка. Дальуглеразведка готовит технико-экономическое обоснование целесообразности освоения участка.
Месторождение «Ургал-Солони» расположено в 7 км западнее ст. Новый Ургал Байкало-Амурской магистрали. Через месторождение проходит железнодорожная ветка Известковая-Чегдомын и грунтовая автомобильная дорога. Месторождение опоисковано, на площади 0,9  км² выполнена детальная разведка. Запасы угля оценены в 6 млн тонн. Основные запасы учтены для подземной добычи. Имеются перспективы прироста запасов для открытой добычи вдоль выходов пластов к югу от разведанного участка. На месторождении в 2001 году запланирована предварительная разведка.

### Углеводородное сырье
Нефтепоисковые исследования в прогибе начали проводиться Дальневосточным геологическим управлением совместно со Всесоюзным научно-исследовательским геологоразведочным институтом с 1966 года (с перерывами в 1973—1984 годах). Всего в пределах Верхнебуреинского прогиба по результатам сейсморазведки выявлено 26 локальных структур, которые могут содержать нефть и газ. Из них наиболее перспективными и подготовленными к глубокому бурению являются Ургальская, Дубликанская, Западно-Солониская и Адниканская структуры. Прогнозные извлекаемые ресурсы на Верхнебуреинском прогибе могут быть оценены в 200—250 млн тонн нефти и порядка 200—250 млрд м³ газа. Проведенные исследования позволяют считать Верхнебуреинский прогиб перспективным для нефтегазопоисковых работ. При этом необходимо читывать, что прогиб расположен в экономически освоенном районе. Он пересекается двумя железными дорогами: БАМ и веткой Транссиба. Кроме того, прогиб является основным поставщиком каменного угля (Ургальский угольный бассейн). Применительно к континентальной части Хабаровского края это один из наиболее интересных объектов.

### Строительные материалы
В районе находится 48 месторождений, из которых добываются строительные материалы. Крупнейшими из них являются: Уральское месторождение бентонитовых глин с ресурсными запасами 328 тонн месторождения глин и суглинков для производства кирпича (Среде — Ургальское месторождение суглинков — 1,3 млн м³ и Ургалъское — 2-е месторождение глин с запасами 7,9 млн м³). Кроме того, выявлены 4 месторождения строительного камня (гранитов) с запасами: Буренного — 4,7 млн м³; Кореянское — 971 тыс. м³; Новобуреинское — 40.2 млн м³; Усть-Ургальское — 5,2 млн куб. м. Для производства цемента требуется доразведать Мельгинское месторождение известняков и глинистых сланцев, запасы которых составляют: карбонатных пород — 731 млн тонн, глинистых сланцев — 297 млн тонн.